# Geoffrey Palmer (magnat de l'immobilier)
 (août 2022).
Pour les articles homonymes, voir Geoffrey Palmer et Palmer.
Geoffrey Harrison Palmer ou Geoffrey Palmer, né le 11 mai 1950, est un magnat immobilier actif dans l'agglomération de Los Angeles. Geoffrey Palmer est aussi connu depuis les années 2010 comme important donateur du Parti républicain, et il a été l'un des plus importants soutiens financiers de Donald Trump durant sa campagne de 2016.

## Biographie

### Jeunesse et formation
Second de cinq enfants, il est le fils de l'architecte et développeur Daniel Saxon Palmer,,.
Palmer est né et a grandi à Los Angeles. Il a été inscrit au Santa Monica College avant de poursuivre ses études à l'université du Colorado à Boulder, où il a obtenu un diplôme dans le domaine de la finance et de l'immobilier. 
Il a ensuite obtenu un Juris Doctor de la Pepperdine School of Law puis admis à la pratique du droit dans l'État de Californie (en 1975) et, il est membre de l'American Bar Association (ABA). 

### Carrière
Après avoir été clerc pour un juge de la cour supérieure de Californie, plutôt que de continuer à travailler comme juriste, Palmer s'est lancé dans l'immobilier, en créant la société immobilière « GH Palmer Associates » en 1978. 
Palmer a lancé sa carrière en construisant des terrains dans les vallées de San Fernando puis à  Santa Clarita dans les années 1970 et 1980. Dans les années 1990, il s'est centré sur la construction de plus de 2000 « logements au taux du marché » en centre-ville à Los Angeles et dans sa banlieue.
En 2001, Palmer a terminé les 632 « unités Medici », le premier d'une série de quartiers d'immeubles d'appartements d'inspiration italienne du centre-ville, proche des autoroutes, qui a coïncidé avec une renaissance du centre-ville de Los Angeles . Les autres bâtiments de la « Série Renaissance » construits par Palmer comprennent les Orsini, Visconti, Piero, Da Vinci et Lorenzo. 
En 2006, Palmer a présenté une demande pour Piero II, un projet immobilier à usage mixte, mais en demandant à la ville de renoncer à ses exigences en matière de logement abordable. La ville refuse d'y renoncer et Palmer la poursuivi en justice, en affirmant que les exigences de zonage des logements à loyers modérés de la ville dans le plan spécifique de Central City West enfreignent la loi Costa-Hawkins. En 2009, la Cour d'appel de Californie tranche en faveur de la ville.
Ces séries immobilières sont parfois présentées comme des ghettos ou forteresses pour riches ; Palmer lui-même explique que ces sortes de citadelles à l'italienne dans Los Angeles, sont toutes tournées vers l'intérieur, de manière à faire remparts contre les étrangers.
La ville de Los Angeles a plus tard poursuivi Palmer pour négligence quand l'immeuble Da Vinci, intentionnellement incendié par un pyromane, a endommagé l'autoroute adjacente et un bâtiment administratif de la ville voisine. La ville a réclamé 20 millions de dollars en 2016 pour absence de plan de protection contre l'incendie adéquat pour le quartier Da Vinci. Selon Bianca Barragan, l'affaire aurait finalement été réglée à l'amiable par un simple dédommagement de 400.000 $.
Début 2017, Palmer termine son Broadway Palace Apartments, conçu dans le style Beaux-Arts des bâtiments historiques des années 1920 de Broadway, mais assez différents pour paraître neufs.
En 2016, il a été estimé que le patrimoine de Palmer valait environ 3 milliards de dollars américains. 
Selon « GH Palmer Associates », en mars 2021 la société est propriétaire de 15 039 unités d'appartements dans le sud de la Californie, d'une valeur de plus de 5 milliards de dollars. Elle cherche à se diversifier sur d'autres marchés dont en achetant et développant des logements collectifs en lien avec des prêteurs institutionnels et des preneurs fermes reconnus à l'échelle nationale pour la titrisation d'obligations hypothécaires imposables et exonérées d'impôt.

## Vie privée
Il s'est installé à Malibu (Californie) en 1962, avec sa femme, Anne. Ils ont un fils, Grant Henri Palmer. En 2016 il réside avec sa famille dans l'ancienne résidence de Burton E. Green à Beverly Hills, en Californie, avec aussi une propriété secondaire à Saint-Tropez en France. Palmer a été un joueur de polo, tout comme son fils Grant.

## Personnalité
Un article du The Guardian le compare à Donald Trump. Comme lui Palmer a fait fortune dans l'immobilier de luxe avec la réputation d'être un iconoclaste et libertarien ; un bulldozer franchissant les obstacles et faisant les choses « à sa manière » (il possédait en 2016 10 000 appartements dans le comté de Los Angeles, et un tiers du centre-ville ; pour les uns c'est un visionnaire sachant saisir les opportunités, qui a dirigé le renouvellement urbain du centre-ville… alors que pour d'autres, il a détruit le patrimoine architectural urbain existant tout en repoussant les populations pauvres vers la périphérie en aggravant la crise du logement et les problèmes de mobilité ; au point que certains ont applaudie quand un pyromane a en 2014 incendié le complexe immobilier Da Vinci (encore à demi en travaux), ce qui aurait couté 100 millions de dollars aux assurances). Comme Trump, Palmer apprécie et défend sa richesse (un article sur son immeuble de Beverly Hills (16 millions de dollars), qui abrite des commodes Boulle de style Louis XIV), était titré « Affinity for opulence » («Affinité pour l'opulence») et, faisant allusion au style dit italien de ses constructions, le journaliste du Guardian ajoute « Comme Trump, il réécrit l'histoire : il prétend que les Italiens ont installé Los Angeles avant les Espagnols »). 
Palmer, est connu, de longue date, comme fervent opposant aux obligations d'inscrire dans les programmes urbains un pourcentage de logement à coût ou loyer abordables. 
Palmer, comme 11 autres proches ou financeurs de la campagne de Trump figure dans les Paradise Papers comme utilisant les paradis fiscaux. Il a ainsi fait enregistré son jet privé en offshore aux Bermudes (sachant que la Californie intègre les aéronefs dans le calcul de l'assiette des impôts, ce que les Bermudes ne font pas). 
Comme Trump, il sait jouer sur le sentiment de sécurité, idée qui lui serait venue à la suite des émeutes de Los Angeles de 1992. Ses complexes immobiliers conçus comme des forteresses fermées sur elles-mêmes ont selon The Guardian politiquement placé Palmer en avance sur l'exacerbation des communautarismes et la volonté de « rendre l'Amérique à nouveau sûre » (slogan républicain repris par Trump). Un agent du bureau de location du complexe immobilier Da Vinci est cité ainsi : « Nous avons des caméras de confort partout et les gardes de proximité patrouillent à l'heure » (et un portier est présent 24 heures sur 24). Ceux qui sont assez riche pour vivre là (un appartement d'une chambre à coucher se loue au minimum environ 2 240 $ mois en 2021) ont accès à une centre d'affaires, un guichet automatique, un cinéma intérieur, un terrain de basket, et plusieurs piscines, gymnases et jacuzzis.

## Activités politiques
Dans les années 2010, il a été un donateur important du parti républicain : 
- En 2012, il a donné 500 000 $ à la campagne présidentielle de Mitt Romney.
- En 2016, il a donné 2 millions de dollars au PAC Rebuilding America Now, un groupe pro-Trump lors de la campagne présidentielle de Donald Trump. Au moment de ce don, il était le plus gros donateur de Donald Trump[4], ce qui a surpris les médias comme Bloomberg, car il n'était pas encore connu comme donateur[4].
- Il a aussi fait des dons à American Crossroads, au Comité national républicain et au Comité national républicain du Congrès.

Son entreprise, GH Palmer & Associates, a contribué à hauteurs de 5 005 400 $ à la campagne Trump 2016
Le 17 septembre 2019, dans son domicile, Palmer a organisé une collecte de fonds avec le président Trump.
En 2020, Palmer a été sélectionné par le président Trump pour participer aux grands groupes industriels de la renaissance économique américaine.

## Affaires judiciaires
GH Palmer Associates a illégalement fait des dons à un comité d'action politique et à un membre du conseil municipal de Los Angeles, ce qui lui a valu une amende de 30 000 $, selon LA Magazine.
En démolissant l'ancien centre-ville, pour y construire le complexe Orsini, les engins de l'entreprise de Palmer ont démoli aussi le cottage Queen Anne, un bâtiment historique. Palmer a payé 200 000 $ pour régler l'affaire.
En 1991, Palmer a du payer une amende administrative de 30 000 $ pour contributions à une campagne de blanchiment d'argent visant à empêcher l'incorporation de Santa Clarita. 

## Philanthropie
Il est administrateur du musée d'Art du comté de Los Angeles. Il a soutenu le Los Angeles Music Center et le « Fund for performing art ». Il contribue aussi activement à la Pepperdine School of Law et a doté le Geoffrey H. Palmer Center for Entrepreneurship and the Law.[réf. nécessaire]